# Трејси (Мисури)
Трејси (енгл. Tracy) град је у америчкој савезној држави Мисури.

## Демографија
По попису из 2010. године број становника је 208, што је 5 (-2,3%) становника мање него 2000. године.
| Група             | 2000.       | 2010.       |
| Белци             | 207 (97,2%) | 198 (95,2%) |
| Афроамериканци    | 3 (1,4%)    | 0 (0,0%)    |
| Азијати           | 0 (0,0%)    | 1 (0,5%)    |
| Хиспаноамериканци | 0 (0,0%)    | 7 (3,4%)    |
| Укупно            | 213         | 208         |